# La seva millor història
La seva millor història (títol original en anglès: Their Finest) és una comèdia dramàtica britànica del 2016, dirigida per Lone Scherfig, protagonitzada per Gemma Arterton, Sam Claflin i Bill Nighy, basada en la novel·la Their Finest Hour and a Half de Lissa Evans. Aquesta pel·lícula ha estat doblada al català.

## Argument
Durant la Segona Guerra Mundial, la jove secretària Catrin Cole (Gemma Arterton) és incorporada per donar un toc femení a l'equip de guionistes d'un llargmetratge pensat per aixecar la moral de la població.

## Repartiment
- Gemma Arterton: Catrin Cole
- Sam Claflin: Tom Buckley
- Jack Huston: Ellis Cole
- Helen McCrory: Sophie Smith
- Eddie Marsan: Sammy Smith
- Rachael Stirling: Phyl Moore
- Richard E. Grant: Roger Swain
- Paul Ritter: Raymond Parfitt
- Jeremy Irons: Secretari de Guerra
- Henry Goodman: Gabriel Baker, productor
- Michael Marcus: Alex, el Director
- Natalia Ryumina: Muriel
- Lily Knight: Rose Starling
- Francesca Knight: Lily Starling
- Bill Nighy: Ambrose Hilliard, oncle Frank

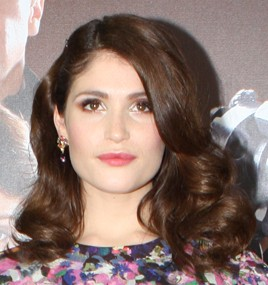
Gemma Arterton
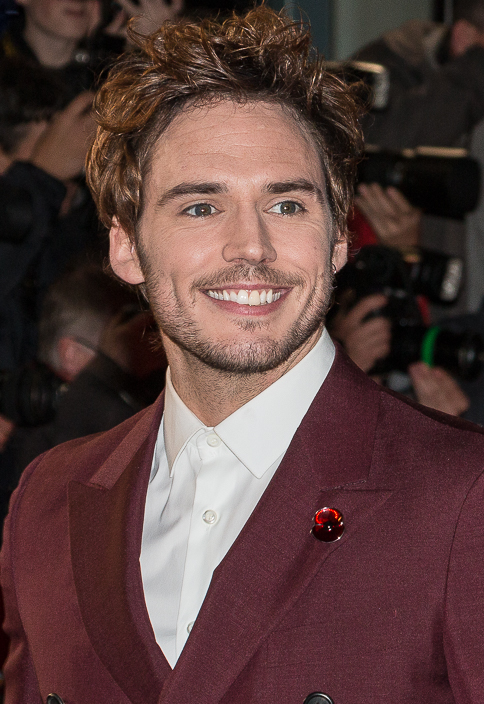
Sam Claflin
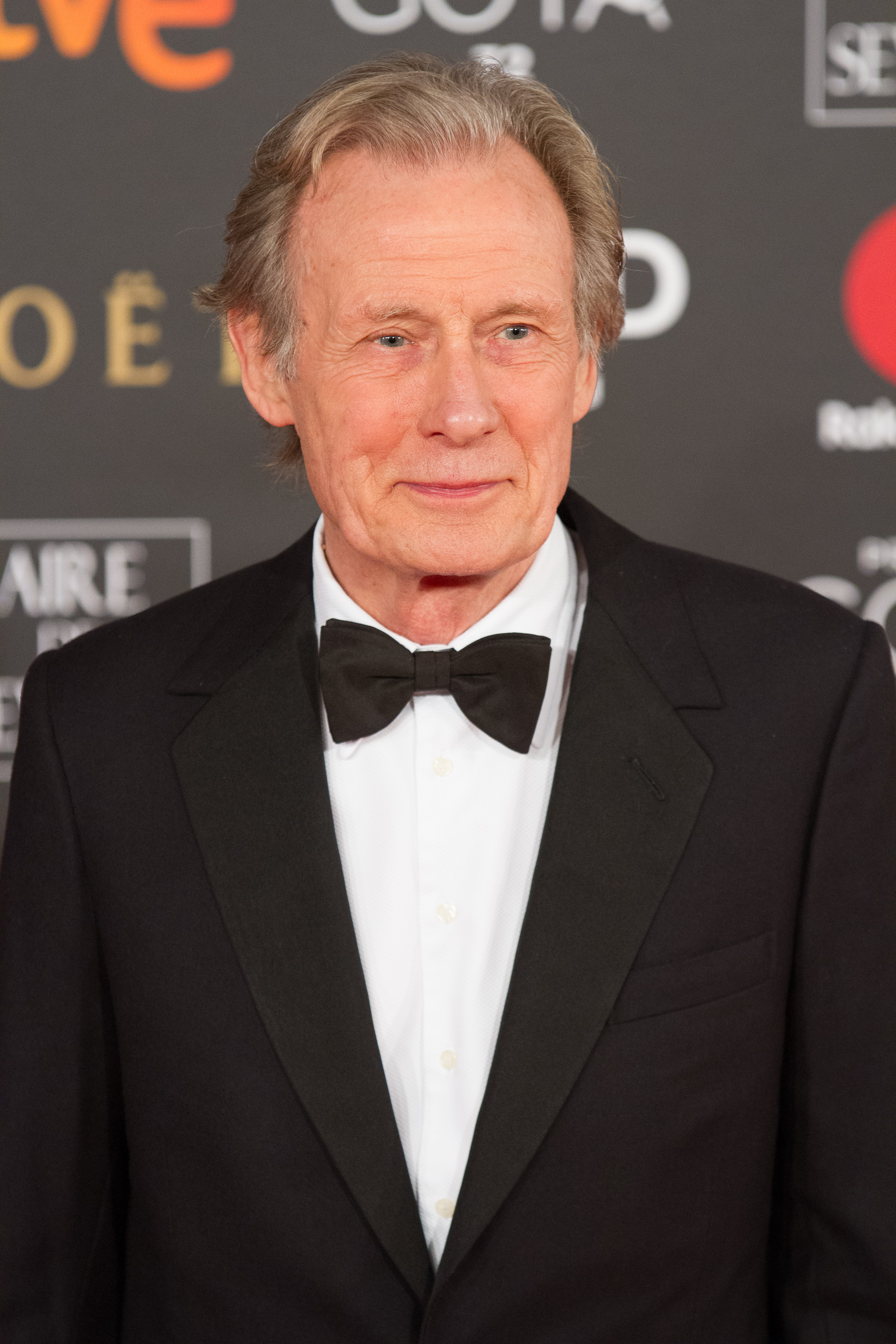
Bill Nighy

## Al voltant de la pel·lícula
La directora danesa Lone Scherfig, seguidora del moviment avantguardista Dogma 95 en la seva pel·lícula Italian for Beginners amb la qual va guanyar un Os de Plata al Festival de Berlín i de l'oscaritzada Una educació, ens ofereix en el seu film Their Finest una mirada feminista, sensible i romàntica de les pel·lícules impulsades pels governs en l'època de guerra amb finalitats propagandístiques. Es va estrenar l'11 de setembre de 2016 al Festival Internacional de Cinema de Toronto. Al Regne Unit es va estrenar l'1 de febrer de 2017 al Festival de Cinema de Glasgow. La pel·lícula que representa que es roda es titula "The Nancy Starling", relacionada amb el rescat de soldats ferits a Dunkerque, mostrant les condicions precàries que representava filmar en la incertesa, envoltats del conflicte bèl·lic. A nivell tècnic combina el color amb el blanc i negre.

### Crítiques
Al lloc web de revisions de crítiques Rotten Tomatoes, la pel·lícula obté una qualificació d'aprovació del 90% basada en 160 ressenyes, amb una valoració mitja de 7,19/10, considerada com una combinació de comèdia i drama ambientat en la guerra. Wendy Ide, crítica del The Observer, suplement dominical del diari britànic The Guardian la qualifica com "un drama de gran entusiasme i enginy" i en destaca l'interpretació de Gemma Arterton en el seu brillant personatge de Catrin. "Un joc de dualitats entre l'amargor i l'encant, sofisticada tragicomèdia, on el millor són les interpretacions de Gemma Arterton i Bill Nighy", ens resumeix Maria Caballero, crítica de Fotogramas.

### Guardons
Va obtenir el premi del públic al Festival de Cinema de Göteborg 2017. Nominacions a la millor guionista debutant per Gaby Chiappe i Millors Efectes per Chris Reynolds en els BIFA (Premis British Independent Film) 2017.